# Кругла вежа (Копенгаген)

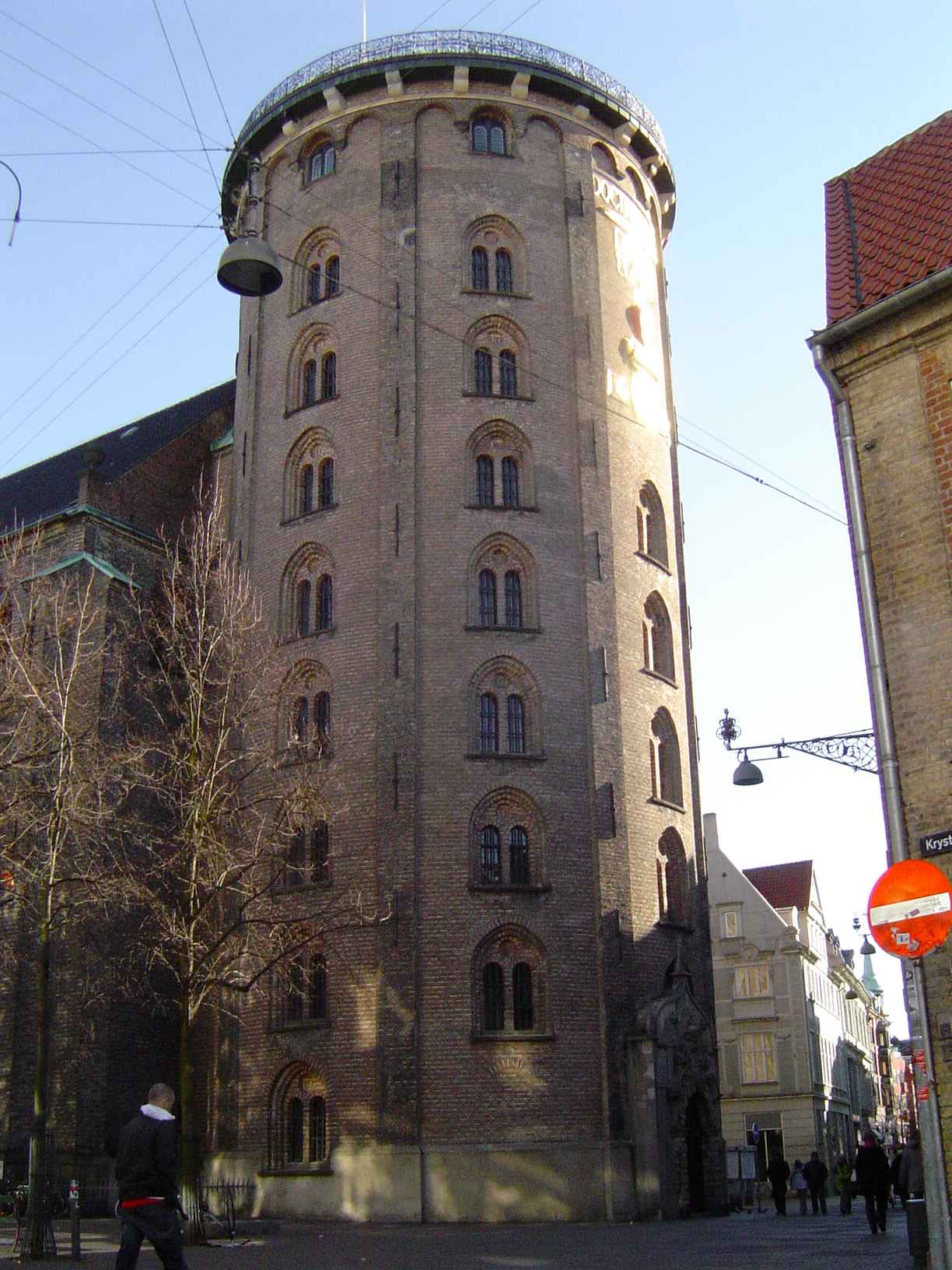
Кругла вежа Копенгагена

Кругла вежа (дан. Rundetårn) у Копенгагені — це обсерваторія в складі комплексу університетських будівель, який був зведений в приході копенгагенської церкви Трійці за наказом короля Крістіана IV в середині 17 століття. Данія може похвалитися тим, що одним з видатних діячів епохи відродження був не хто інший, як данський астроном Тихо Браге, який працював в обсерваторії Ураніенборг на невеликому данському острові Вен.
Будівельні роботи, припали на період 1637-42 рр. Перші камені для фундаменту вежі взяли з міських мурів, цеглини були замовлені в Нідерландах через їх особливу якість. Обсерваторія в башті є однією з найстаріших в Європі. Згодом вежа стала одним із символів данської столиці. У казці Андерсена «Кресало» сказано, що у найбільшою собаки очі такої величини, як Кругла вежа.
Верхній ярус вежі, який піднімається на 36 метрів над рівнем бруківці, займає планетарій. Ступенів всередині немає. Наверх веде пологий спіральний пандус, який оббігає вежу 7 з половиною разів і виводить на оглядовий майданчик. Протяжність спірального пандуса 210 метрів. Завдяки такому пристрою в обсерваторію могли підніматися вози і вершники на конях. За легендою, в 1716 р. такої підйом зробив Петро Перший в двоколці, де сиділа його дружина Катерина. У 1902 р. на вершину Круглої башти вперше піднявся автомобіль.
На зовнішній стіні вежі викарбувано ім'я Боже, тетраграма з чотирьох позолочених єврейських букв. Напис було власноруч складена Крістіаном IV.
Нині Кругла вежа служить оглядовим майданчиком з прекрасним оглядовим видом на Копенгаген, і громадської астрономічною обсерваторією аматорського рівня (професійне астрономічне підрозділ університету з 1861 р. виведено за межі Копенгагена). Зал університетської бібліотеки, розташований уздовж пандуса вежі, є активно діючої культурної майданчиком, де проводяться виставки та концерти.